# Voetbalkampioenschap van Sleeswijk-Holstein
Het voetbalkampioenschap van Sleeswijk-Holstein (Duits: Kreisliga Schleswig-Holstein) was een regionale voetbalcompetitie uit de Pruisische provincie Sleeswijk-Holstein. De competitie werd georganiseerd door de Noord-Duitse voetbalbond.
De eerste twee seizoenen was er één reeks. In 1924/25 werden er twee reeksen ingevoerd, Förde en Eider, vernoemden naar de Kieler Förde en de rivier Eider. In 1927/28 speelde de top drie van beide reeksen nog een gezamenlijke kampioenenronde. Na dit seizoen brak er revolutie uit in Noord-Duitsland omdat de grote clubs, voornamelijk uit de competitie van Groot-Hamburg, vonden dat de vele competities hen zwakker maakten op nationaal vlak. Er werd een eigen competitie opgezet met tien clubs, waaronder ook Holstein Kiel. De gewone competities vonden niet plaats of werden na enkele wedstrijden al afgegroken. Na dit seizoen gaf de voetbalbond toe en de elf competities werden teruggeschroefd naar zes. Voor Sleeswijk-Holstein betekende dit dat de groepen Förde en Eider werden samengevoegd.
In 1933 kwam de NSDAP aan de macht in Duitsland en werden alle regionale voetbalbonden opgeheven. De Gauliga werd ingevoerd als hoogste klasse en de clubs uit de competitie Sleeswijk-Holstein gingen spelen in de Gauliga Nordmark.

## Kampioenen
| Seizoen | Kampioen         | Vicekampioen       |
| ------- | ---------------- | ------------------ |
| 1923    | SV Holstein Kiel | FVgg 02 Kilia Kiel |
| 1924    | SV Holstein Kiel | FVgg 02 Kilia Kiel |

| Seizoen | Förde            | Eider                      |
| ------- | ---------------- | -------------------------- |
| 1925    | SV Holstein Kiel | FVgg 02 Kilia Kiel         |
| 1926    | SV Holstein Kiel | FVgg 02 Kilia Kiel         |
| 1927    | SV Holstein Kiel | FVgg 02 Kilia Kiel         |
| 1928    | SV Holstein Kiel | VfB Union-Teutonia 08 Kiel |

| Seizoen | Kampioen         | Vicekampioen            |
| ------- | ---------------- | ----------------------- |
| 1930    | SV Holstein Kiel | FSV Borussia 03 Gaarden |
| 1931    | SV Holstein Kiel | FSV Borussia 03 Gaarden |
| 1932    | SV Holstein Kiel | FSV Borussia 03 Gaarden |
| 1933    | SV Holstein Kiel | FSV Borussia 03 Gaarden |

## Eeuwige ranglijst
| Club                         | /10 | Seizoenen (1922-1928, 1929-1933) |
| ---------------------------- | --- | -------------------------------- |
| Kieler SV Holstein           | 10  | 1922-1928, 1929-1933             |
| FC Kilia Kiel                | 10  | 1922-1928, 1929-1933             |
| FSV Borussia 03 Gaarden      | 10  | 1922-1928, 1929-1933             |
| VfB Union-Teutonia 08 Kiel   | 10  | 1922-1928, 1929-1933             |
| SC Olympia Neumünster        | 10  | 1922-1928, 1929-1933             |
| VfR Neumünster               | 7   | 1924-1928, 1929-1931, 1932-1933  |
| SpV Hohenzollern-Hertha Kiel | 6   | 1922-1928                        |
| SV Preußen 09 Itzehoe        | 6   | 1922-1928                        |
| BV Gaarden 1923              | 5   | 1924-1928, 1929-1930             |
| SV Eintracht Flensburg       | 5   | 1927-1928, 1929-1933             |
| VfL Nordmark 1921 Flensburg  | 4   | 1924-1928                        |
| RSV Eintracht Kiel           | 4   | 1925-1928, 1931-1932             |
| Rendsburger SV 08            | 4   | 1927-1928, 1930-1933             |
| VfL 1923 Kiel                | 3   | 1923-1926                        |
| VfL Heide 1905               | 2   | 1924-1925, 1927-1928             |
| Kieler FV 1923               | 2   | 1926-1928                        |
| TV 1885 Kiel                 | 1   | 1922-1923                        |
| SV Brunswick 1923 Kiel       | 1   | 1927-1928                        |

1922/23 · 1923/24 · 1924/25 · 1925/26 · 1926/27 · 1927/28 · 1929/30 · 1930/31 · 1931/32 · 1932/33